# Taiyutyla prefemorata
Taiyutyla prefemorata – gatunek dwuparca z rzędu Chordeumatida i rodziny Conotylidae.
Gatunek ten opisany został w 1976 przez Williama Sheara na podstawie 3 okazów odłowionych w hrabstwie Douglas.
Ciało holotypowego samca ma 10,8 mm długości, a paratypowej z samic 11,1 mm długości. Ubarwienie jest brązowe z ciemnym, fioletowawobrązowym nakrapianiem. Trójkątne pole oczne wyposażone są w 19 oczu prostych, ustawionych w 3 rzędach oraz pojedyncze oko proste położone po stronie brzusznej głowy. U samca odnóża par pierwszej i drugiej są zredukowane, a te od trzeciej do siódmej silnie powiększone, o podobnych rozmiarach, wyposażone w gałeczkowate wyrostki na udach. Ósma i dziewiąta para odnóży samca przekształcona jest w gonopody. Gonopody przedniej pary mają chropowatą krawędź boczną i kolec wierzchołkowy powyżej orzęsionego obszaru tylnego. Tylne gonopody cechuje rozdwojony, zakrzywiony dośrodkowo wierzchołek z mikroszczecinkami na tylnej gałązce.
Wij znany wyłącznie z Oregonu w Stanach Zjednoczonych. Podawany z hrabstw Lane i Douglas.